# Сабля (фехтование)

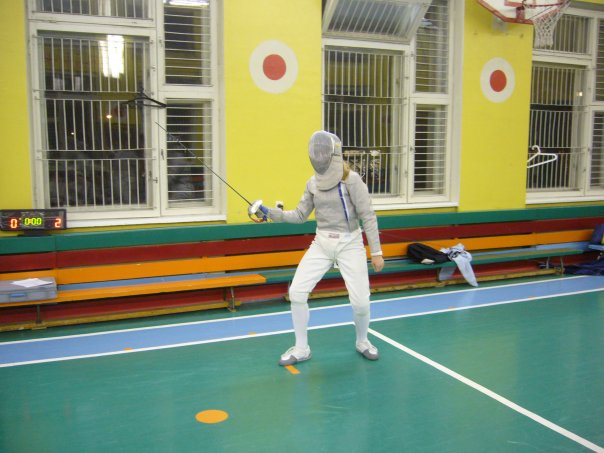
Спортивное фехтование

## Спортивное фехтование
В данный момент[когда?] существует три основных (самых распространенных) дисциплины спортивного фехтования: сабля, шпага и рапира. Ранее был также и эластичный штык, но сейчас он крайне мало распространён.
Сабля — единственный вид в спортивном фехтовании, в котором наносятся рубящие удары. Спортивная сабля имеет большую гарду, защищающую руку от ударов сбоку и слева от рукояти имеет двойник для крепления электрошнура. В среднем длина клинка — 87 см (не более 88), всей сабли — 104 см (не более 105) и масса 400—500 г.
Оснащена электрофиксацией ударов, в отличие от шпаги и рапиры — клинок не имеет наконечника, и для электроаппарата не имеет значения, какой частью клинка был нанесён удар, включая гарду. Любой сабельной клинок «тупой» — в целях безопасности обязательно заканчивается утолщением с закруглением, если его нет (отломлен или повреждён), клинком пользоваться нельзя.

## Экипировка саблиста и история её совершенствования
Фехтование на саблях последним перешло на систему электрофиксации из-за некоторых технических сложностей (отсутствие простого решения с кнопкой-наконечником как в шпаге или рапире). Старые спортивные сабли, соответственно, не имели прикрепленного электрошнура. Сначала сабли делались целиком из стальных элементов, включая гарду. Рукоятка при этом делалась деревянной с нанесенным на поверхность рифлением-насечкой. Такие сабли были достаточно грубыми и тяжелыми и быстро натирали руку. В 70-е — 80-е годы в СССР перешли на более современные сабли с алюминиевыми гардами, покрытой резиной рукояткой и облегченными стальными клинками венгерского производства (с вогнутыми гранями). Особенностью этих клинков является то, что со временем они постепенно изнашиваются. Узнать такой клинок просто — обычно он деформируется после почти каждого боя и саблисту приходится «выправлять» его о дорожку (её обычно делают из медной сетки, ведение боя за дорожкой запрещено). Рано или поздно такой клинок ломается, бой при этом останавливается. Если клинок противника сломался во время нанесения ему батман-удара, то такой удар обычно засчитывают. Изношенным клинком легко пробить защиту противника за счет «захлеста», некоторые спортсмены специально старили свои клинки при помощи наждачной бумаги с этой целью, хотя это безусловно неэтичное поведение. Помимо прочего, «захлесты» часто бывают весьма болезненными для противника.
Защитная одежда также изменялась. Старые нагрудники часто делались черного цвета, чем-то напоминая ватник. Долгое время защитные штаны не использовались, вместо них можно было фехтовать в обычных тренировочных брюках. Со временем появились специальные фехтовальные перчатки промышленного производства, налокотники и специальные фехтовальные «тапочки» — напоминающие полукеды или матерчатые теннисные туфли, но имеющие увеличенное резиновое покрытие с внутренней стороны. Маски также претерпели примерно ту же эволюцию — от тяжелых и неудобных к более совершенным эргономически.
Минимальный набор для участия в тренировочном поединке — сабля, маска, нагрудник. Без надетой маски ведение абсолютно любого боя, или даже шуточное подражание бою, строго запрещено. Без нагрудника фехтовать нельзя. Ведение боя без перчатки крайне не рекомендуется. Остальная экипировка считается дополнительной и не всегда обязательна. За состоянием (износом) маски нужно тщательно следить.

## Основные правила спортивного фехтования на саблях и история их развития
Засчитываются только удары выше пояса (корпус, руки, перчатка и маска). Важно нанести удар первым. В зачислении очков при одновременно наносимых ударах преимущество у того, кто двигается вперёд (за исключением упреждающих ударов «в контртемп» и т. п., но они, конечно же, не являются одновременными), однако при перехвате (отводе в сторону) клинка соперника преимущество переходит к тому, кто перехватил (защита-ответ или же батман-удар).
Особенностью фехтования на саблях является то, что взять защиту на порядок более сложно, чем на нанесение удара во время атаки. Поэтому многие бойцы, особенно начинающие, стремятся атаковать как можно чаще. В случае спорной ситуации или так называемой обоюдной атаки удар не зачисляется никому. Существует система правил («приоритет атаки» и т. п.), на случай систематических повторных обоюдных атак, повторяющихся выходов за конец дорожки и пр. затягивающих бой и снижающих тем самым зрелищность поединка.
Судьи помимо технических функций выполняют и другие — предупреждение и наказание бойцов тем или иным способом за систематические травмирующие удары «с замахом», удары ниже пояса, споры с судьями по поводу присуждённого удара и прочие виды неспортивного поведения. Помимо главного судьи, на крупных соревнованиях ему обычно помогают 4 боковых судьи.
Помимо всего прочего, существуют некие дополнительные правила и общепринятый этикет поведения на дорожке. Бой начинается с приветствия и после команды судьи. Удары, нанесённые после команды окончить бой и за пределами фехтовальной дорожки, не засчитываются. Нельзя вести бой, если у противника по любой причине нет на голове защитной маски или он поднял вверх свободную руку, нельзя начинать бой, если противник не имеет в руках сабли и т. д. В принципе считается хорошим тоном признать спорный удар, а плохим тоном — всевозможные крики и бурные эмоциональные проявления во время боя. Нормой считается подойти к противнику и извиниться за нанесённый болезненный удар.
Допустимо прятать свободную руку за спину, хотя большинство опытных фехтовальщиков так не делают. При этом ни один опытный саблист никогда не будет держать свободную руку опущенной ниже пояса во время боя или же «задирать» вверх вооружённую руку.
Сейчас в сабле при продвижении вперёд запрещён скрестный шаг (продвижение с выносом ноги с невооружённой стороны вперёд ноги с вооружённой). Раньше этот приём был разрешён и назывался флэш-атакой. Перед флэш-атакой требовалось сделать минимум три шага в технически правильной «стойке», однако соблюдение этого правила судьями не отслеживалось и не наказывалось. На практике всё это часто приводило к беспорядочной беготне по дорожке, особенно у начинающих.
Также, с начала сезона 2016-2017 до конца 2016 года вводится временное изменение - теперь саблисты начинают бой на 1 м ближе друг к другу (начинают стоя сзадистоящей ногой на линии начала).

## Интересные факты
- В фехтовании есть интересная традиция судейства международных соревнований на французском языке. Поэтому многие фехтовальщики хорошо знают французские наименования основных терминов.
- В фехтовании на саблях есть уникальный удар «с прорезью» — по диагонали туловища. Это тоже определенная дань традициям, поскольку самостоятельного значения в качестве способа ведения спортивного боя у него нет.
- В фехтовании на саблях помимо ударов теоретически разрешены уколы, хотя на практике это редкость. В основном уколы наносят при так называемой «атаке на вытянутую руку», хотя опытные спортсмены иногда очень неожиданно используют приемы с уколом в обычном бою. В фехтовании на шпаге и рапире удары запрещены, что делает эти виды фехтования потенциально менее опасными с точки зрения возможных травм от не техничных ударов начинающих («с замахом, из-за спины»).
- Фехтование на саблях — наиболее травмоопасное и наиболее требовательное к спортсмену среди прочих современных видов спортивного фехтования (шпаги и рапиры). Прежде всего — из-за ударов, которые бывают крайне болезненными при нарушении техники. В то же время надо отметить, что обычно дело кончается незначительными травмами типа «синяков», против более серьёзных повреждений достаточно надежно защищает экипировка.
- Есть (крайне редкие) факты нанесения более тяжелых травм во время соревнований, таких как перелом ключицы и т. д., однако они обычно обусловлены пренебрежением техникой ведения боя (а значит — изначально низкими шансами для такого нетехничного саблиста попасть на официальное соревнование), либо же грубым нарушением правил безопасности, что более характерно для новичков, нежели для профессиональных фехтовальщиков на саблях. Типичная травма начинающих — упирать большой палец в гарду, при этом ощущения при первом же ударе по гарде как правило весьма неприятные. Судьи обычно наказывают спортсменов, систематически бьющих «с замахом», делая им предупреждения и начисляя штрафные очки.
- Относительно недавно стали проводиться регулярные соревнования по саблям среди женщин. Сабли стали последним видом фехтования, который долгие десятилетия оставался в РФ чисто «мужским» видом спорта, хотя во времена СССР и было проведено несколько женских соревнований саблисток, впоследствии прекращенных.
- Интересно, что фехтование часто включают в тройку наиболее интеллектуальных видов спорта, требующих помимо необходимых физических данных и волевых качеств определенных стратегических навыков (обычно в этом списке, естественно, шахматы, а также спортивные единоборства, такие как самбо, и фехтование).
- Фехтованием теоретически могут заниматься люди с недостаточно острым зрением и не снимающие очков. Хотя разумеется более удобным выходом из положения служат контактные линзы, особенно если речь идет о саблях.
- Среди успешных фехтовальщиков на саблях относительно много левшей.
- Важнейшие качества фехтовальщика — скоростные. Если во время поединка судья моргнет во время нанесения удара мастером фехтования, он может его не заметить. До введения электрофиксации ударов тренеры рекомендовали саблисту не отдергивать руку после удара, чтобы «показать» удар судьям.
- Правила техники нанесения удара в фехтовании и, например, в боксе противоположные. В боксе качественный удар наносят «всем телом». В фехтовании корпус «догоняет» руку, а сам удар саблей наносится кистью. Сила удара обычно служит показателем его замедленности и нетехничности, если только речь не идет об «батман»-ударе с неким необходимым разумным усилием по отбрасыванию в сторону клинка противника.
- В России регулярно проводится достаточно престижные международные соревнования — такие как турнир Московская Сабля.
- Любому из саблистов рано или поздно приходится тренироваться с манекеном. В каждом фехтовальном клубе такие манекены называют по-своему: «тренировка с Дядей Васей» и т. п.
- Читая биографии известных актеров, часто можно наткнуться на фразу, что при подготовке к такому-то фильму актёру пришлось научиться фехтованию. У некоторых это вызывает недоумение — как можно за несколько месяцев научиться фехтовать, хотя спортсмены тренируются годами. На самом же деле речь идет об так называемом арт-фехтовании. Арт-фехтование достаточно далеко как от реального боя, так и от спортивного фехтования, но более зрелищно и драматично подражает поединку на шпагах, рапирах или саблях. В спортивном бою мастеров фехтования удары наносятся гораздо реже, значительное большее значение имеет перемещение по дорожке и поиск нужной для успешного удара дистанции. Начинающих саблистов можно безошибочно определить на слух по громким звукам ударов, даже не глядя на спортивную «дорожку», — из-за характерной для них манеры ритмично, по очереди и очень сильно бить по клинкам друг друга. Ведь именно так фехтуют всевозможные «мушкетеры» в кино, которым они и пытаются подражать, впервые взяв в руки спортивную саблю. Такие «фехтовальщики» обычно не могут нанести опытному спортсмену ни одного удара.